# Minna (Küchenmaschine)

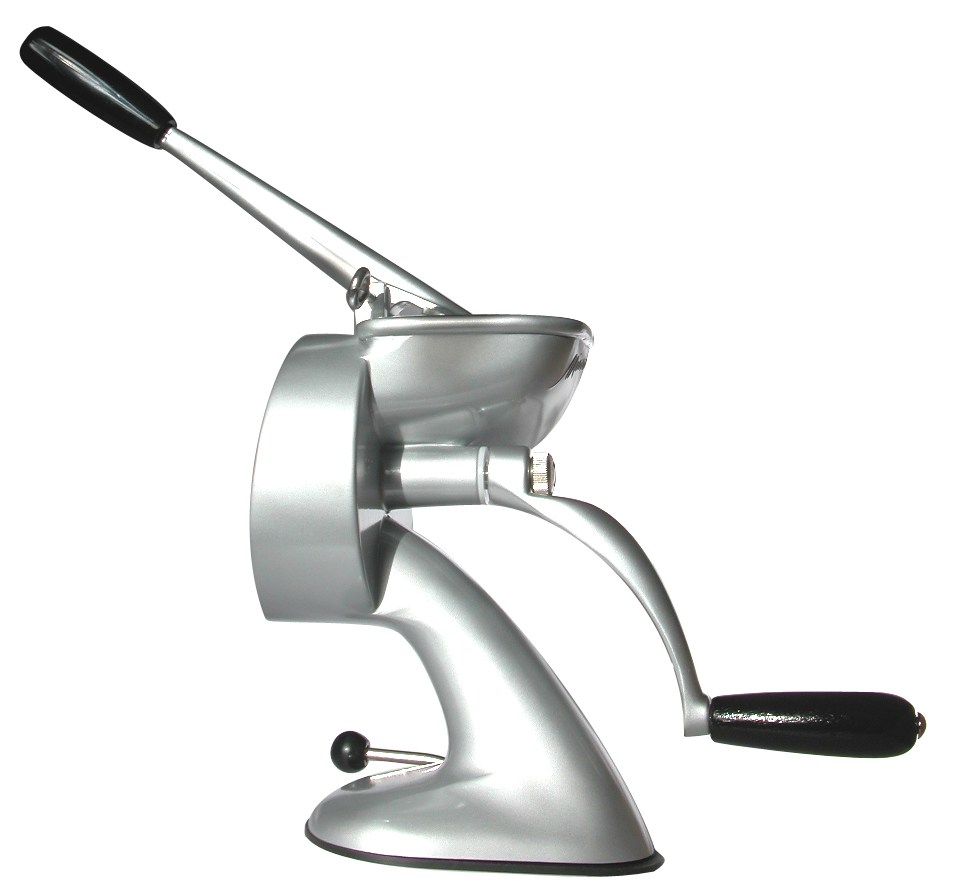
Minna, Modell M3 im Profil. Oben der Hebel zum Andrücken des Schneidguts an die Messerscheibe, rechts die Handkurbel, die die Scheibe in Rotation versetzt. Der Saugfuß wird mit dem unteren Hebel betätigt

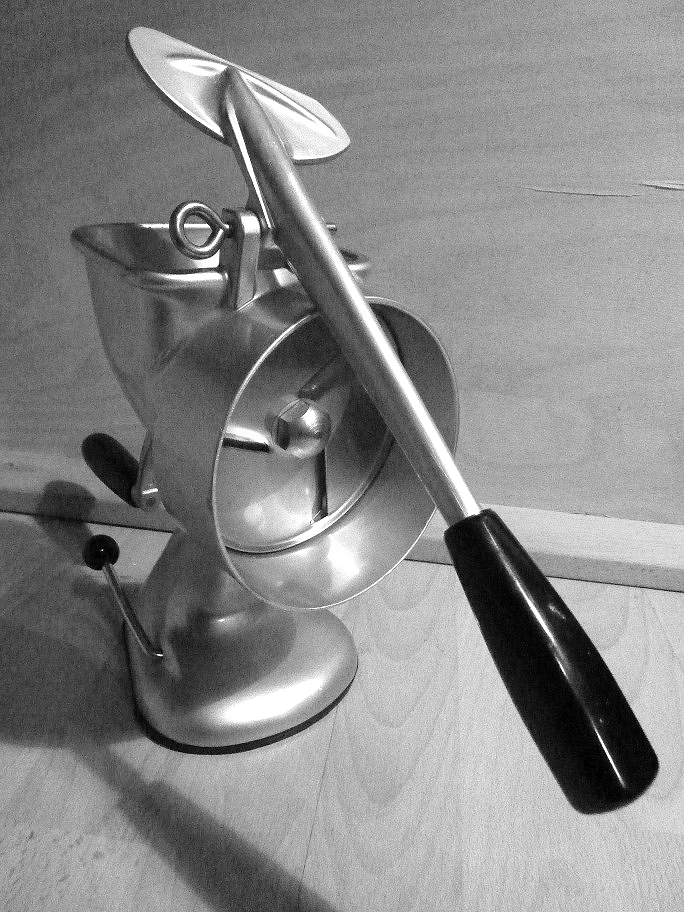
Minna M3 mit eingesetzter Schneidscheibe. Im Vordergrund der Andruckhebel für das Schneidgut

Die Minna (Herstellerbezeichnung, auch Küchen-Minna genannt) ist eine mechanische, mit Kurbel und Hebeln handbetriebene Küchenmaschine. Sie wird zum Schnitzeln, Reiben, Schneiden, Raspeln und Entsaften von Gemüse und Obst eingesetzt. Außerdem eignet sie sich für das Raspeln von Backzutaten wie Nüssen und Schokolade sowie von Hartkäsen wie zum Beispiel Parmesan.
Die Minna wurde seit den 1950er-Jahren bis ins Jahr 2010 weitgehend unverändert von dem ostwestfälischen Familienunternehmen Bielefelder Küchenmaschinen-Fabrik – Gebr. vom Braucke GmbH & Co. KG in Bielefeld hergestellt. Wie die Flotte Lotte wurde sie zu einem der Klassiker unter den mechanischen Küchengeräten. Im Februar 2010 gab der Hersteller die Einstellung der Produktion des Gerätes bekannt.

## Funktionsweise
Die entfernt an einen Fleischwolf erinnernde Küchen-Minna besteht aus einem Gehäuse aus Aluminiumdruckguss mit einem oben liegenden, offenen Einfülltrichter. Dieser Aufnahmebehälter für das Schneidgut führt zu einer kreisrunden, senkrecht seitlich liegenden, auswechselbaren Messerscheibe aus Edelstahl mit einem Durchmesser von 117 mm. Diese wird über eine waagerechte Achse von der anderen Seite mit einer Handkurbel zur Rotation angetrieben. Der Gerätegeneration M3 lagen insgesamt vier solcher Messerscheiben mit den Hersteller-Bezeichnungen Schneidscheibe, Schnitzelscheibe, Reibscheibe und Rohkostscheibe bei. Am Einfülltrichter befindet sich eine über einen Hebel schwenkbare Platte, mit der die vorgeschnittenen Lebensmittel gegen die rotierende Messerscheibe gepresst werden. Das Gerät wird durch einen Saugfuß, der mit einem Drehhebel betätigt wird, auf einer ebenen, glatten Arbeitsplatte fixiert. Ältere Modelle konnten mit einer Schraubzwinge an der Arbeitsplatte befestigt werden.
Durch die Wahl der passenden Messerscheibe sowie durch Drehgeschwindigkeit und Anpressdruck des Hebels kann das Arbeitsergebnis – die Feinheit und Konsistenz des zerkleinerten Schneidguts – weitgehend beeinflusst werden. Das Modell M3 verfügt zusätzlich über einen Metall-Einsatz und einen auswechselbaren zweiten Andruckhebel für das Entsaften von vorgeschnittenem Obst und Gemüse.